# Сорокський виправно-трудовий табір
Сорокський ВТТ (рос. СОРОКСКИЙ ИТЛ, Сороклаг, Сороко-Обозерский ИТЛ) — підрозділ, що діяв у структурі виправно-трудових таборів СРСР з 07.05.38 по 08.04.42.

Після закінчення робіт I кв. на лінії Сорока-Обозерська наказано СОРОКСЬКИЙ ВТТ з усім майном і з/к перекинути на буд-во залізниці Свіязьк-Ульяновськ, залишивши тільки підрозділ для буд-ва Онезького мосту та пропуску паводків.

## Підпорядкування і дислокація
- ГУЛАГ з 07.05.38;
- ГУЛЖДС (ГУЖДС) з 04.01.40.

Дислокація: Карело-Фінська РСР (Карельська АРСР), м. Бєломорськ;

Архангельська область, с. Кодіно

## Виконувані роботи
- буд-во других колій залізниці Сорока-Мурманськ і залізничної гілки Сорока-Плесецька,
- буд-во залізничної лінії Сорока (Кіровської залізниці) — Обозерська (Північної залізниці),
- буд-во Сорокського і Онезького гідролізних з-дів (16.11.40),
- буд-во Онезької (27,5 км) і Хізаварської (8,4 км) залізничних гілок,
- с/г роботи

## Чисельність з/к
- 01.10.38 — 17 3606,
- 01.01.39 — 17 458,
- 01.01.40 — 17 941;
- 01.01.41 — 52 379,
- 01.07.41 — 40 164;
- 01.01.42 — 21 725;
- 01.04.42 — 22 289

## Начальники
- Старший майор ГБ Гарін В.М., з 16.06.38 по 30.12.39;
- Успенський Д.В., з 30.12.39 по 20.07.41;
- Орловський І.І., з 28.07.41 по 08.04.42.